# دیوید گوبجیشویلی
دیوید گوبجیشویلی (به گرجی: დავით გობეჯიშვილი) (زاده ۳ ژانویه ۱۹۶۳) کشتی‌گیر گرجی‌تبار پیشین اتحاد جماهیر شوروی است که در دوران فعالیت حرفه‌ای خود در دستهٔ وزنی فوق سنگین‌وزن کشتی آزاد رقابت می‌کرد. او مدال طلای المپیک ۱۹۸۸ سئول و مدال برنز المپیک ۱۹۹۲ بارسلون را کسب کرده است. او همچنین برندهٔ دو مدال طلا (۱۹۸۵، ۱۹۹۰) و یک نقره (۱۹۸۶) از مسابقات قهرمانی کشتی جهان است.